# Villers-les-Ormes

Villers-les-Ormes este o comună în departamentul Indre, Franța. În 1 ianuarie 2018 avea o populație de 452 de locuitori.